# 함휘진
함휘진(1998년 3월 11일 ~ ) 은 대한민국의 축구선수이다. 포지션은 수비수이다.